# Голобурды (Могилёвская область)
Голобу́рды (бел. Галабурды) — деревня в составе Черневского сельсовета Дрибинского района Могилёвской области Республики Беларусь.

## Население
- 1999 год — 43 человека
- 2010 год — 10 человек
- 2020 год — 4 человека